# David di Donatello 1969
La cerimonia di premiazione della 14ª edizione dei David di Donatello si è svolta il 2 agosto 1969 al teatro antico di Taormina.

## Vincitori
Miglior regista
- Franco Zeffirelli - Romeo e Giulietta (Romeo and Juliet)

Migliore produttore
- Bino Cicogna  - C'era una volta il West (ex aequo)
- Gianni Hecht Lucari  - La ragazza con la pistola (ex aequo)

Migliore attrice protagonista
- Gina Lollobrigida  - Buonasera, signora Campbell (Buona Sera, Mrs. Campbell) (ex aequo)
- Monica Vitti  - La ragazza con la pistola (ex aequo)

Migliore attore protagonista
- Nino Manfredi - Vedo nudo (ex aequo)
- Alberto Sordi - Il medico della mutua (ex aequo)

Miglior regista straniero
- Roman Polański - Rosemary's Baby - Nastro rosso a New York (Rosemary's Baby)

Miglior produttore straniero
- Stanley Kubrick - 2001: Odissea nello spazio (2001: A Space Odyssey)

Migliore attrice straniera
- Barbra Streisand - Funny Girl (Funny Girl) (ex aequo)
- Mia Farrow - Rosemary's Baby - Nastro rosso a New York (Rosemary's Baby) (ex aequo)

Migliore attore straniero
- Rod Steiger  - Il sergente (The Sergeant)

Targa d'Oro
- Florinda Bolkan, per la sua interpretazione in: Metti, una sera a cena; regia di Giuseppe Patroni Griffi
- Leonard Whiting e Olivia Hussey, per la loro interpretazione in: Romeo e Giulietta; regia di Franco Zeffirelli